# Élection présidentielle maldivienne de 2018
L'élection présidentielle maldivienne de 2018 est organisée pour élire le président de la République des Maldives. Le scrutin a lieu le 23 septembre 2018. Le gouvernement du président Abdulla Yameen est accusé d'autoritarisme et de multiples violations des droits de l'homme. Les médias indépendants sont réprimés, et la présidence de la commission électorale confiée à un membre du parti au pouvoir.
À la surprise générale le candidat d'opposition Ibrahim Mohamed Solih remporte l'élection avec 58,3 % des voix face au président sortant Abdulla Yameen, qui reconnaît sa défaite le lendemain.

## Contexte

### Politique
Le pays connaît en 2008 ses premières élections démocratiques, remportées par Mohamed Nasheed, chef de file du mouvement pour la démocratie et longtemps persécuté sous la dictature qui précède. Contesté par les islamistes, il est évincé par la police et par l'armée en 2012. Candidat de l'opposition, il arrive en tête du premier tour de l'élection présidentielle de 2013, mais les résultats sont annulés par la Cour suprême (en), et le scrutin est reporté. Il est finalement battu par Abdulla Yameen, qui met peu à peu en place un régime autoritaire.
Le 22 juillet 2015, le vice-président Mohammed Jameel Ahmed est destitué par le Parlement pour « haute trahison ». Tandis qu'il fuit vers le Royaume-Uni, Ahmed Adeeb Abdul Ghafoor est nommé à sa place.
Le 28 septembre 2015, une explosion éclate à bord d'un yacht qui le ramène à Malé, alors qu'il revenait du hajj. Le 24 octobre, Abdul Ghafoor est arrêté, puis destitué.
Le 2 février 2018, considérant les condamnations de plusieurs prisonniers, dont Mohamed Nasheed et Ahmed Adeeb Abdul Ghafoor, comme étant « politiquement motivées », la Cour suprême décide de casser les jugements. Le 5 février, Abdulla Yameen refuse d'appliquer la décision, malgré la demande de l'ONU et fait remarquer que selon lui, la Cour suprême « n'est pas au-dessus des lois ». Il fait assiéger les bureaux de la Cour suprême, qu'il accuse de vouloir le destituer, suspend le parlement, au sein duquel il vient de perdre la majorité après une autre décision de la Cour suprême ordonnant la réintégration des députés récemment passés dans l'opposition, limoge le chef de la police, fait arrêter son demi-frère, l'ancien président Maumoon Abdul Gayoom, qui avait rejoint l'opposition en 2017, et décrète l'état d'urgence. Dans la soirée, il fait également arrêter deux juges de la Cour suprême, dont son président Abdulla Saeed, et Ali Hameed. Il justifie cela par une « conspiration » et un « coup d'État ». Nasheed appelle alors l'Inde et les États-Unis, à intervenir. Finalement, les trois juges de la Cour suprême restés en liberté décident d'annuler la décision. L'ONU dénonce alors une « attaque contre la démocratie ».

### Social

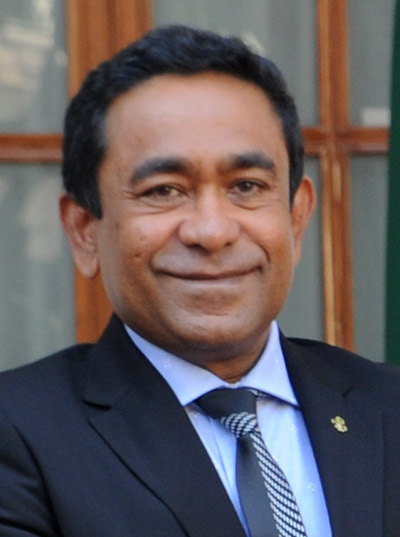
Yameen en 2014.

Alors que les Maldives étaient traditionnellement un pays d'islam modéré, l'arrivée au pouvoir d'Abdulla Yameen, soutenu par les islamistes, change la donne. Influencé par des religieux wahhabites formés en Arabie saoudite et au Pakistan, le prosélytisme islamiste gagne du terrain, notamment dans les milieux carcéraux. De nombreux cheikhs radicaux occupent ainsi de plus en plus l'espace public (universités, télévision — leurs sermons étant retransmis une fois par mois sur les chaînes nationales — , etc.). Plusieurs ONG dénoncent une augmentation des mariages précoces dans les îles reculées ainsi que le refus grandissant de vacciner les enfants. Le docteur Mohamed Iyaz, un influent conseiller du gouvernement en jurisprudence coranique, fait d'ailleurs l'apologie de l'excision, en tant qu'« obligation religieuse ». En 2014, une centaine de Maldiviennes ont été fouettées en public pour « actes de fornication ». En 2015, on enregistre entre 50 et 200 départs de Maldiviens vers les territoires de l'État islamique. Si le gouvernement a officiellement condamné le djihad vers la Syrie, des activistes et des opposants critiquent son inaction sur le sujet, certains craignant même l'instauration d'un califat aux Maldives.

### Analyses
Selon Olivier Guillard, chercheur associé à l'IRIS, « même si le vote se déroule sans fraude majeure, Yameen s'est exonéré des recommandations de transparence réclamées par la communauté internationale et a verrouillé le système de telle sorte que rien ne pourra contrarier son maintien au pouvoir ».
Pour Nayma Qayum, enseignante à l'université de Manhattanville (en), le taux de participation est « aussi l'enjeu de cette élection. Le fait est que, ces dernières années, les Maldives ont connu un net recul de la démocratie. D'où l'importance du taux de participation, qui est en général élevé bien que ce soit une population peu nombreuse ».
Par ailleurs, le président sortant Abdulla Yameen a également noué des relations avec l'Arabie saoudite, l'Inde et la Chine, cette dernière convoitant les atolls des Maldives. Enfin, l'opposition est accusée d'être proche de l'Occident et de l'Inde.

## Candidats
Deux candidats participent au scrutin, organisé le 23 septembre 2018. Il s'agit d'Ibrahim Mohamed Solih et Abdulla Yameen.
L'ancien président Mohamed Nasheed annonce sa candidature à l'élection, à la tête d'une coalition hétéroclite d'opposition. Le 29 juin, il renonce à se présenter à l'élection après le refus de la commission électorale de valider sa candidature. Ibrahim Mohamed Solih est choisi à sa place. Membre du Parti démocrate tout comme Nasheed, il reçoit ainsi le soutien de la faction pro-Gayoom du PPM, du Parti républicain et du Parti de la justice.
Le président sortant Abdulla Yameen est également candidat à sa réélection. Il se déclare être le candidat de l'islam face aux « infidèles ». Il prône aussi un discours nationaliste.

## Mode de scrutin
Le président des Maldives est élu au suffrage universel, au scrutin uninominal majoritaire à deux tours. Seuls deux candidats étant en lice en 2018, le scrutin s'effectue cependant en un tour.
En vertu de la constitution, le mandat présidentiel dure cinq ans à compter du 11 novembre de l'année de l'élection.

## Campagne électorale et irrégularités
Durant la campagne, les médias n'ont pas couvert la campagne électorale d'Ibrahim Mohamed Solih, de crainte de représailles. Pour sa part, le chef d'une ONG maldivienne estime que « soit nous rétablissons la démocratie, soit nous basculons pour de bon dans la dictature ». Par ailleurs, l'opposition a accusé les autorités d'avoir mis en place un nouveau système de vote, qui les empêcherait de compter le nombre de votants, tandis que la commission électorale n'a pas rendu publique la liste des inscrits. Enfin, le président de la commission électorale est un ancien président du parti au pouvoir, tandis que l'opposition et Human Rights Watch accusent le pouvoir de nommer comme présidents des bureaux de vote, des membres du parti.

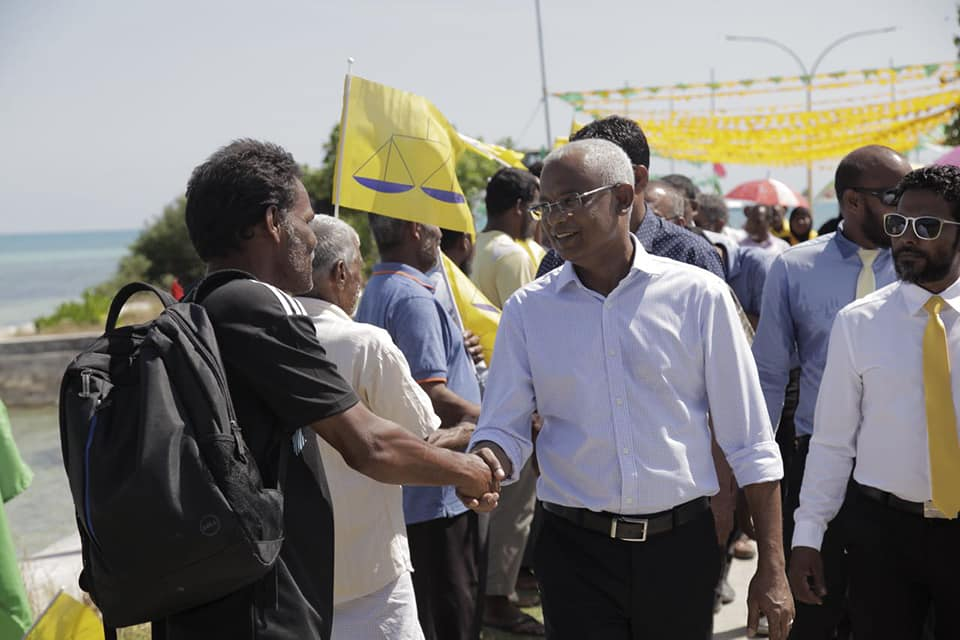
Ibrahim Solih en campagne à Malé. On aperçoit le drapeau du logo du Parti démocrate : la balance sur fond jaune.

En amont de l'élection, le droit de manifester est sévèrement restreint, et les lois interdisant toute critique du gouvernement contraignent les médias à l'auto-censure. Une loi de 2016 interdit toute publication qui contredirait l'islam ou qui serait contraire aux « normes sociales » ; cette même loi permet aux autorités de contraindre les journalistes à révéler leurs sources. Des journalistes ou blogueurs perçus comme critiques envers le gouvernement sont menacés, arrêtés ou agressés.
L'Union européenne a refusé d'envoyer une mission d'observation. Pour sa part, le Réseau asiatique pour des élections libres (ANFREL), autorisé officiellement à surveiller le scrutin mais dont les membres n'ont pas eu de visa pour se rendre dans le pays, estime que le scrutin ne sera pas « libre et équitable » et ajoute qu'« il apparaît que les autorités des Maldives n'accordent de visas qu'aux observateurs qu'ils perçoivent comme amis, tout en utilisant le nom de l'ANFREL et d'autres pour tenter d'obtenir une légitimité internationale ».
Le 22 septembre, l'ancien président Mohamed Nasheed appelle à ne pas reconnaître les résultats du scrutin. Le même jour, veille du scrutin, la police perquisitionne le bureau de campagne d'Ibrahim Mohamed Solih pour « prévenir des actions illégales », mais repart les mains vides,.
Le jour du scrutin, le vote est prolongé de trois heures, face à la participation massive et aux bugs informatiques.

## Résultats
| Candidats et colistier   | Candidats et colistier              | Partis                   | Votes   | %     |
| ------------------------ | ----------------------------------- | ------------------------ | ------- | ----- |
|                          | Ibrahim Mohamed Solih Faisal Naseem | MDP                      | 134 705 | 58,38 |
|                          | Abdulla Yameen Mohamed Shaheem      | PPM-Y                    | 96 052  | 41,62 |
|                          |                                     |                          |         |       |
| Votes valides            | Votes valides                       | Votes valides            | 230 757 | 98,66 |
| Votes blancs et nuls     | Votes blancs et nuls                | Votes blancs et nuls     | 3 132   | 1,34  |
| Total                    | Total                               | Total                    | 233 889 | 100   |
| Abstention               | Abstention                          | Abstention               | 28 246  | 10,78 |
| Inscrits / participation | Inscrits / participation            | Inscrits / participation | 262 135 | 89,22 |

| I.M. Solih (58,38 %) |  |  | Abdulla Yameen (41,62 %) |
| ▲                    |  |  |                          |
| Majorité absolue     |  |  |                          |

## Suites
Les premiers résultats donnent Solih en tête du scrutin. Celui-ci revendique alors sa victoire, confirmée par l'ONG Transparency Maldives, qui a été la seule à pouvoir observer le scrutin. « Les résultats des bureaux de vote, compilés par les chaînes de télévision privées » et la chaîne publique PSM News, donnent Ibrahim Mohamed Solih vainqueur avec environ 58 % des voix. La commission électorale, confirme par la suite les résultats durant la nuit du 23 au 24 septembre.
Abulla Yameen reconnaît publiquement sa défaite le 24 septembre.
Solih est déclaré vainqueur le 29 septembre par le président de la commission électorale, qui ajoute que l'institution a fait l'objet de menaces pour que l'annonce des résultats soit reportée.
Finalement, le 11 octobre 2018, Yameen fait volte-face et dépose un recours contre les résultats à la Cour suprême. Il estime avoir perdu à cause de l'usage d'une encre qui aurait fait disparaître son nom des bulletins de vote. Ce revirement provoque l'inquiétude de la communauté internationale, en particulier l'Inde voisine, l'Union européenne et les États-Unis. Ces derniers menacent Yameen de sanctions s'il remettait en cause le résultat des urnes. Le 17 octobre, après le rejet par la Cour suprême d'entendre ses témoins, Yameen annonce, lors d'une allocution qu'il annonce être sa dernière, qu'il reconnaît sa défaite et qu'il quittera le pouvoir comme prévu. Le 21 octobre, le recours est rejeté par la Cour suprême.
Le 1er novembre 2018, après la suspension par la Cour suprême de sa peine de prison, l'ancien président Mohamed Nasheed retourne au pays.

## Analyses
Pour Gulbin Sultana, de l'Institute for Defense Studies and Analyses (en) de New Delhi, « Le ralliement de Maumoon Abdul Gayoom a été décisif, il a entraîné avec lui sa faction au sein du parti au pouvoir, le Parti progressiste des Maldives. Solih était populaire, mais tout le monde craignait que les élections seraient truquées. Or, l'opposition a su faire beaucoup de tapage sur les réseaux sociaux, ce qui a mis sous pression la Commission électorale ».
Selon Olivier Guillard, chercheur associé à l'IRIS, le « vainqueur de la présidentielle est un candidat par défaut. Tous les grands ténors du PDM étant emprisonnés ou en exil à l’étranger, il fallait une tête de liste pour le scrutin et Ibrahim Mohamed Solih a eu le courage de rester et de se présenter ».
Selon Dhruva Jaishankar, chercheur associé à la Brookings India, « les électeurs basés à l’étranger peuvent aussi voter, cela explique la forte mobilisation pour Ibrahim Mohamed Solih. De plus, il est la figure de l'opposition dans un pays où la grogne anti-gouvernementale se faisait de plus en plus sentir. On assiste à une transition politique encourageante dans la région. L'élection aux Maldives est un premier pas vers la démocratie et le respect des droits de l’homme dans le pays ».